# GNAI3
GNAI3 (англ. G protein subunit alpha i3) – білок, який кодується однойменним геном, розташованим у людей на короткому плечі 1-ї хромосоми.  Довжина поліпептидного ланцюга білка становить 354 амінокислот, а молекулярна маса — 40 532.
| 10         |  | 20         |  | 30         |  | 40         |  | 50         |
| ---------- |  | ---------- |  | ---------- |  | ---------- |  | ---------- |
| MGCTLSAEDK |  | AAVERSKMID |  | RNLREDGEKA |  | AKEVKLLLLG |  | AGESGKSTIV |
| KQMKIIHEDG |  | YSEDECKQYK |  | VVVYSNTIQS |  | IIAIIRAMGR |  | LKIDFGEAAR |
| ADDARQLFVL |  | AGSAEEGVMT |  | PELAGVIKRL |  | WRDGGVQACF |  | SRSREYQLND |
| SASYYLNDLD |  | RISQSNYIPT |  | QQDVLRTRVK |  | TTGIVETHFT |  | FKDLYFKMFD |
| VGGQRSERKK |  | WIHCFEGVTA |  | IIFCVALSDY |  | DLVLAEDEEM |  | NRMHESMKLF |
| DSICNNKWFT |  | ETSIILFLNK |  | KDLFEEKIKR |  | SPLTICYPEY |  | TGSNTYEEAA |
| AYIQCQFEDL |  | NRRKDTKEIY |  | THFTCATDTK |  | NVQFVFDAVT |  | DVIIKNNLKE |
| CGLY       |  |            |  |            |  |            |  |            |

A: Аланін

C: Цистеїн

D: Аспарагінова кислота

E: Глутамінова кислота

F: Фенілаланін

G: Гліцин

H: Гістидин

I: Ізолейцин

K: Лізин

L: Лейцин

M: Метіонін

N: Аспарагін

P: Пролін

Q: Глутамін

R: Аргінін

S: Серин

T: Треонін

V: Валін

W: Триптофан

Кодований геном білок за функцією належить до білків внутрішньоклітинного сигналінгу. 
Задіяний у таких біологічних процесах як клітинний цикл, поділ клітини. 
Білок має сайт для зв'язування з нуклеотидами, іонами металів, ГТФ, іоном магнію. 
Локалізований у клітинній мембрані, цитоплазмі, цитоскелеті, мембрані.